# لاري سيغفريد
لاري سيغفريد (بالإنجليزية: Larry Siegfried)‏ مواليد 22 مايو 1939 في شيلبي - الوفاة 14 أكتوبر 2010، كان لاعب كرة سلة أمريكي. بدأ مسيرته الاحترافية في سنة 1961. تم اختياره من قبل فريق سكرامنتو كينغز خلال الدرافت. بلغ طوله 6 قدم 3 بوصة (1.9 م). اعتزل اللعب في 1972. فاز بلقب دوري إن بي إيه.

## المسيرة الاحترافية
لعب مع بوسطن سيلتكس من سنة 1963 إلى 1970، ثم لعب مع هيوستن روكتس من سنة 1970 إلى 1972، ثم لعب مع أتلانتا هوكس في موسم 1971–1972.

## روابط خارجية
- لاري سيغفريد على موقع إن بي أي (الإنجليزية)
- لاري سيغفريد على موقع سبورتس رفرنس (الإنجليزية)
- لاري سيغفريد على موقع كلية كرة السلة في سبورتس رفرنس.كوم (الإنجليزية)
- لاري سيغفريد على موقع ريلجم (الإنجليزية)
- لاري سيغفريد على موقع بروبوليرز (الإنجليزية)
- لاري سيغفريد على موقع سبورتس رفرنس (الإنجليزية)